# Бартелемі д'Ейк

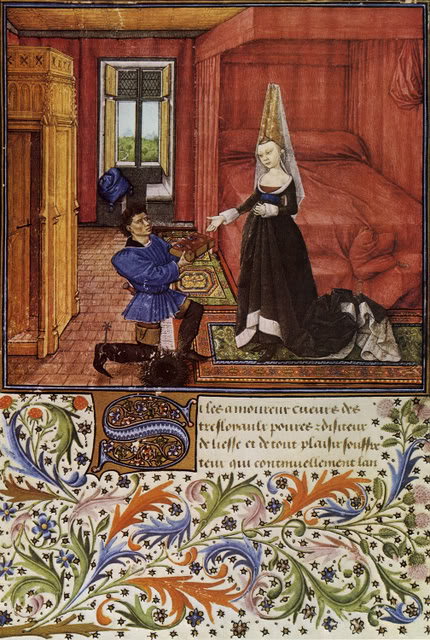
Бартелемі д'Ейк. Мініатюра з «Тезеїди» Боккаччо. Бл. 1470 р. Відень, Національна бібліотека.

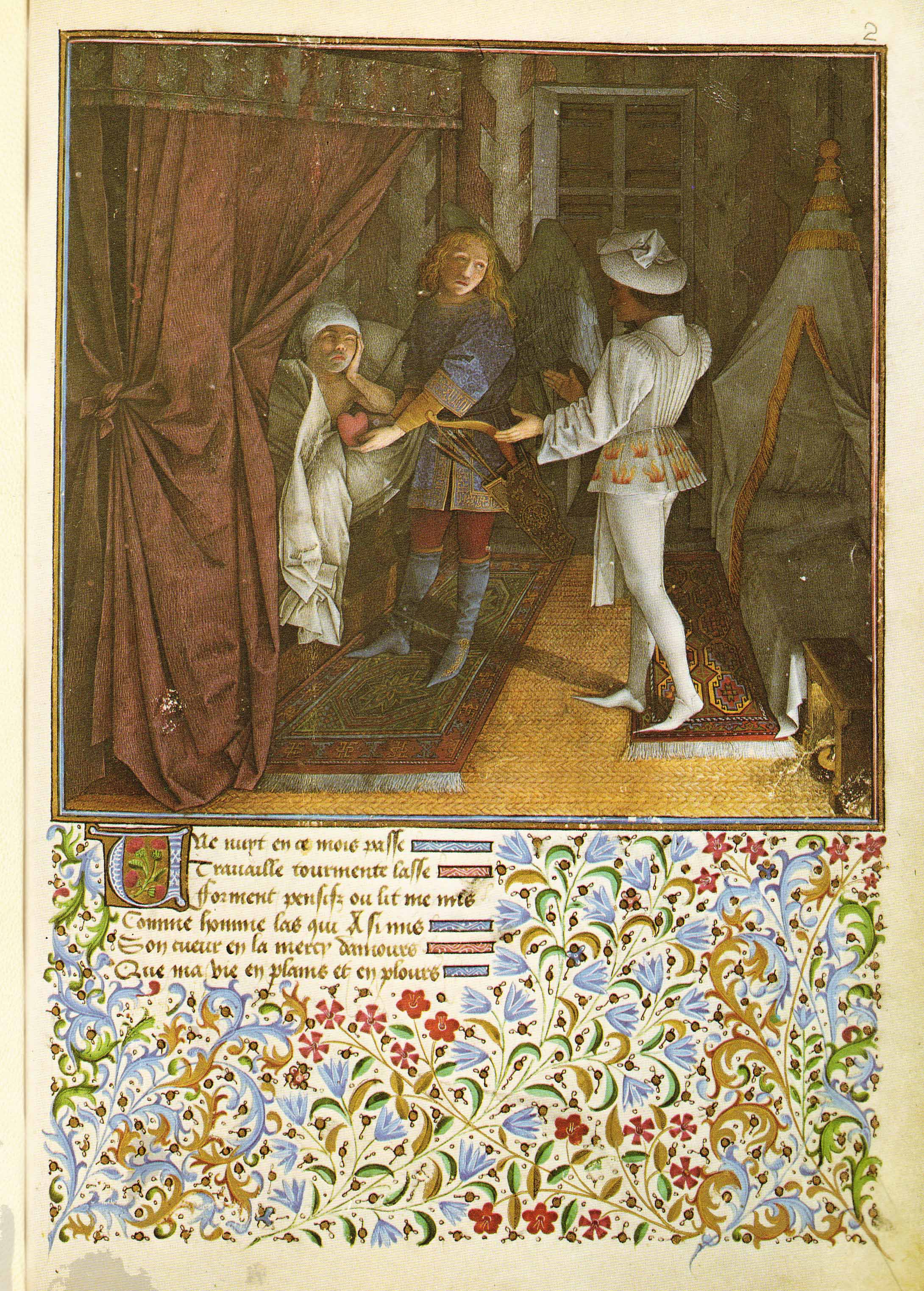
Бартелемі д'Ейк. Мініатюра з «Книги кохання» короля Рене. 1460—67 рр. Відень, Національна бібліотека.

Бартелемі д'Ейк (фр. Barthelemi d’Eyck; бл. 1420 — після 1470) — французький художник, представник авіньйонської школи.

## Біографія
Ім'я Бартелемі д'Ейка давно відоме за історичними документами. Він був придворним художником короля Рене Доброго, мав високу репутацію як видатний майстер, — про це свідчать відгуки сучасників. Однак конкретної інформації про нього небагато.
Дослідники вважають, що Бартелемі мав нідерландське походження, а навчання пройшов в майстерні Яна ван Ейка, де, ймовірно, контактував з Робером Кампеном. Ця версія не має документального підтвердження, проте дуже популярна серед науковців, оскільки в творах Бартелемі помітний нідерландський вишкіл. 
Його мати була родом з Маастрихта в Лімбурзькому герцогстві, у другому шлюбі вона стала дружиною чоловіка на ім'я П'єро дю Біллан, також уродженця «німецької сторони», який був художником, вишивальником, і лакеєм короля Рене з 1441 по 1470 рік. На відміну від Бартелемі, який жив в безпосередній близькості від короля, його вітчим мав власну майстерню, і крім того, йому довіряли політичні доручення у Провансі. У 1444 році ім'я Бартелемі вперше згадується в документі, який повідомляє, що «художник Бартоломеус де Айк» проживає в Ексі. У 1447 році Бартелемі поступає на службу до короля Рене, причому, його майстерня розташовується в сусідньому з королівськими покоями приміщенні, що свідчить про високий ступінь поваги та довіри.
Художник перебував на цій службі з 1447 по 1469 рік, йому було дозволено працювати навіть в спальній кімнаті короля, він супроводжував короля всюди. З документів також відомо, що у 1451 році Бартелемі супроводжував короля в його подорожі у провінцію Гієнь, а в 1456 році перебував в Анже, який він і далі неодноразово відвідував. До 1471 року — ймовірної дати смерті Бартелемі і його вітчима, король Рене лише в рідкісних випадках звертався до місцевих, провансальських художників, які ніколи не входили до його почту, на відміну від цих двох германо-нідерландських майстрів, послугам яких він віддавав перевагу. По смерті Бартелемі залишив багато незавершених творів, про що свідчить лист його вдови.

## Проблеми атрибуції
Не існує жодного твору, підписаного Бартелемі. Весь великий корпус робіт, який сьогодні вважається доробком майстра, приписаний художнику виключно за стилістичними ознаками. Випадок з Бартелемі д'Ейком досить унікальний: йому приписуються сьогодні твори трьох різних анонімних майстрів, досить давно відомих мистецтвознавчій науці. Це, по-перше, так званий Майстер короля Рене, автор чудових мініатюр в трьох королівських манускриптах. По-друге, це Майстер Благовіщення з Екса, автор знаменитого «Благовіщення», який зіграв найважливішу роль в становленні авіньйонської школи живопису. І по-третє, це Майстер 1456, автор чоловічого портрета з віденського музею Ліхтенштайн.

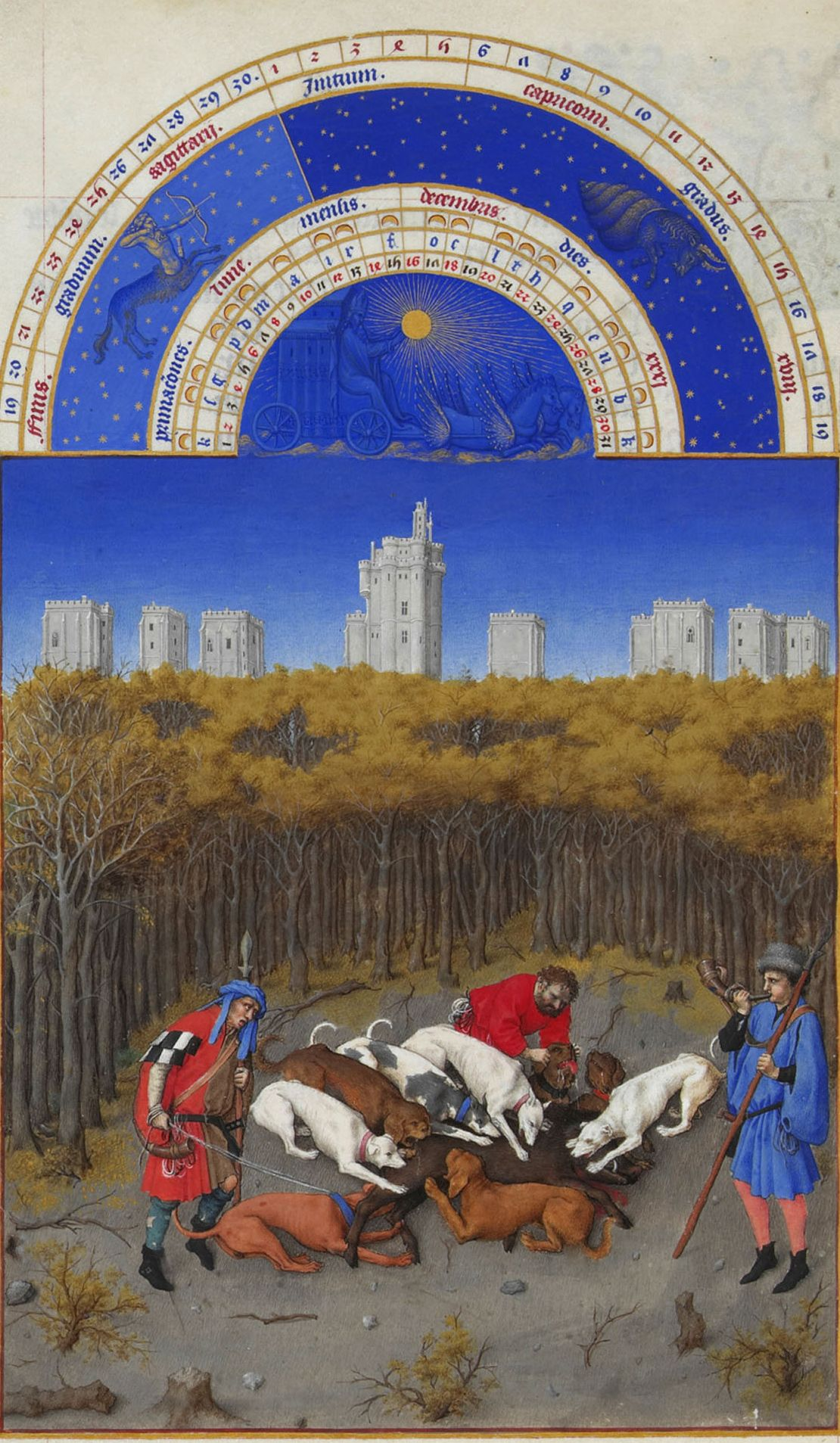
Бартелемі д'Ейк(?), Мініатюра «Грудень». Розкішний часослов герцога Беррійського. Шантійї, музей Конде.

## Мініатюра
Дослідники відзначали, що мініатюри, які приписуються пензлю Майстра короля Рене, на подив однорідні за своїми високими якостям, а їх стиль є суто індивідуальним. Два манускрипти, проілюстровані ним, були в зібранні короля Рене, третій — в зібранні Марії Люксембурзької. Четверта книга, в якій дослідники роздивилися руку цього майстра — це знаменитий «Розкішний часослов герцога Беррійського», над пізніми мініатюрам якого, нібито, Бартелемі працював.

### «Розкішний часослов герцога Беррійського»
Розкішний часослов герцога Беррійського — найвідоміший шедевр книжкової мініатюри, створений братами Полем, Ерманом і Жаном Лімбургами на замовлення герцога Жана де Беррі, брата французького короля Карла V, на початку XV століття. Проте серед його пізніх мініатюр спеціалісти виявили стилістичні відмінності, які дозволили припустити наявність інших авторів. Серед них називають Жана Коломба і Бартелемі д'Ейка. Цим майстрам приписують, як правило, мініатюри з зображеннями, які символізують останні місяці року — жовтень, листопад і грудень.

### «Книга турнірів»

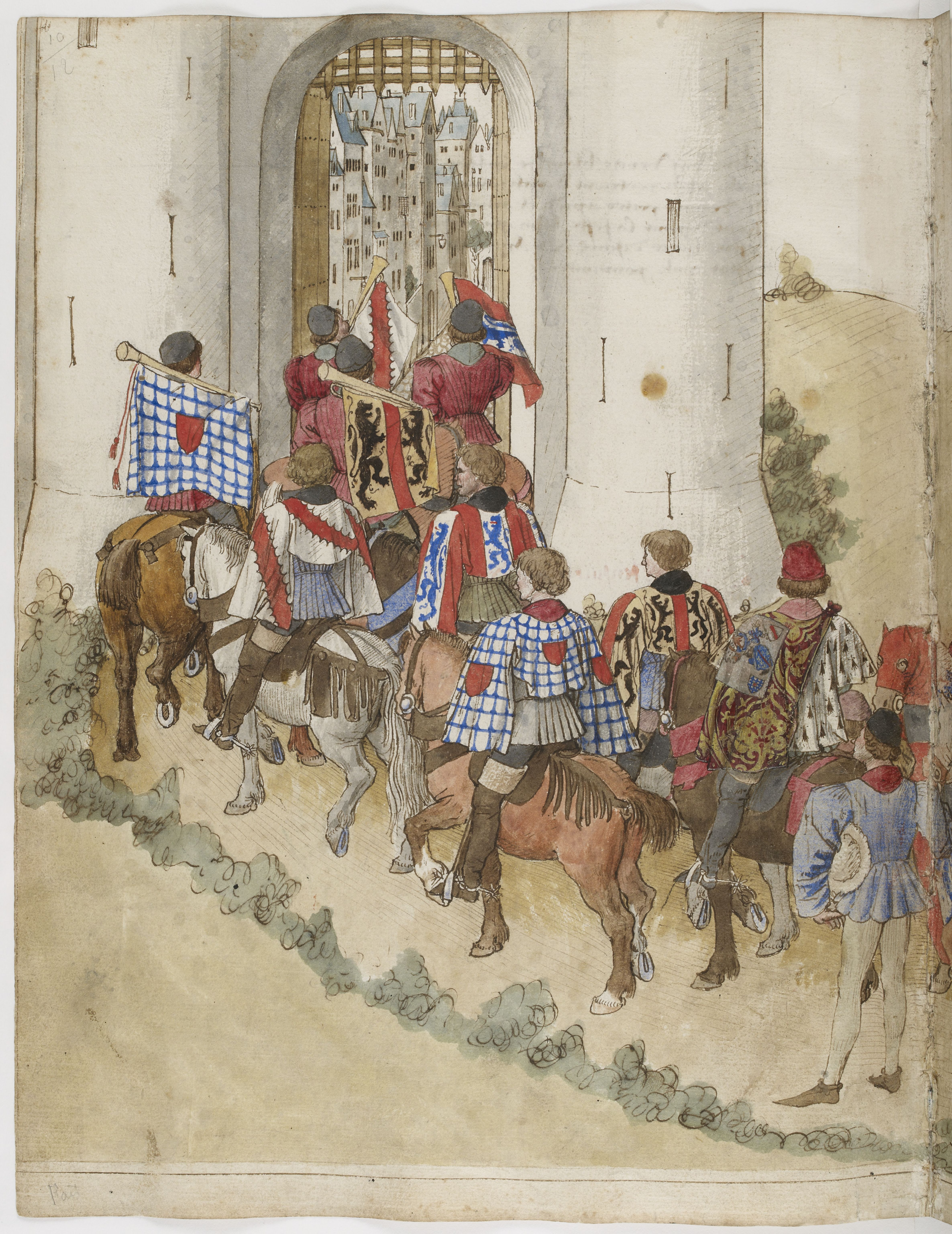
Бартелемі д'Ейк. Мініатюра з «Книги Турнірів» короля Рене. бл. 1460 р. Париж, Національна бібліотека.

Цей манускрипт був складений і проілюстрований близько 1460 року. Припускають, що книгу замовив Луї Люксембурзький для своєї дочки Марії, в бібліотеці якої вона спочатку зберігалася. Текст був написаний королем Рене, він являє собою опис різних озброєнь, армійської амуніції, правил проведення турнірів, різних ритуалів і церемоній, пов'язаних з цим, аж до опису етикету післятурнірного бенкету. Відомо, що у 1440-х роках, після кількох політичних невдач, Рене Анжуйський вів досить екстравагантний спосіб життя, байдикував і розважався лицарськими турнірами. Цілком імовірно, що він написав свою працю саме в цей період. На 109 сторінках книги міститься 26 здвоєних, або одинарних, на весь аркуш, ілюстрацій. У мініатюрах використані неяскраві тони. Легкість малюнка свідчить про руку досвідченого майстра. Манускрипт сьогодні зберігається в Національній бібліотеці, Париж.

### «Серце, скорене коханням» чи «Книга кохання»

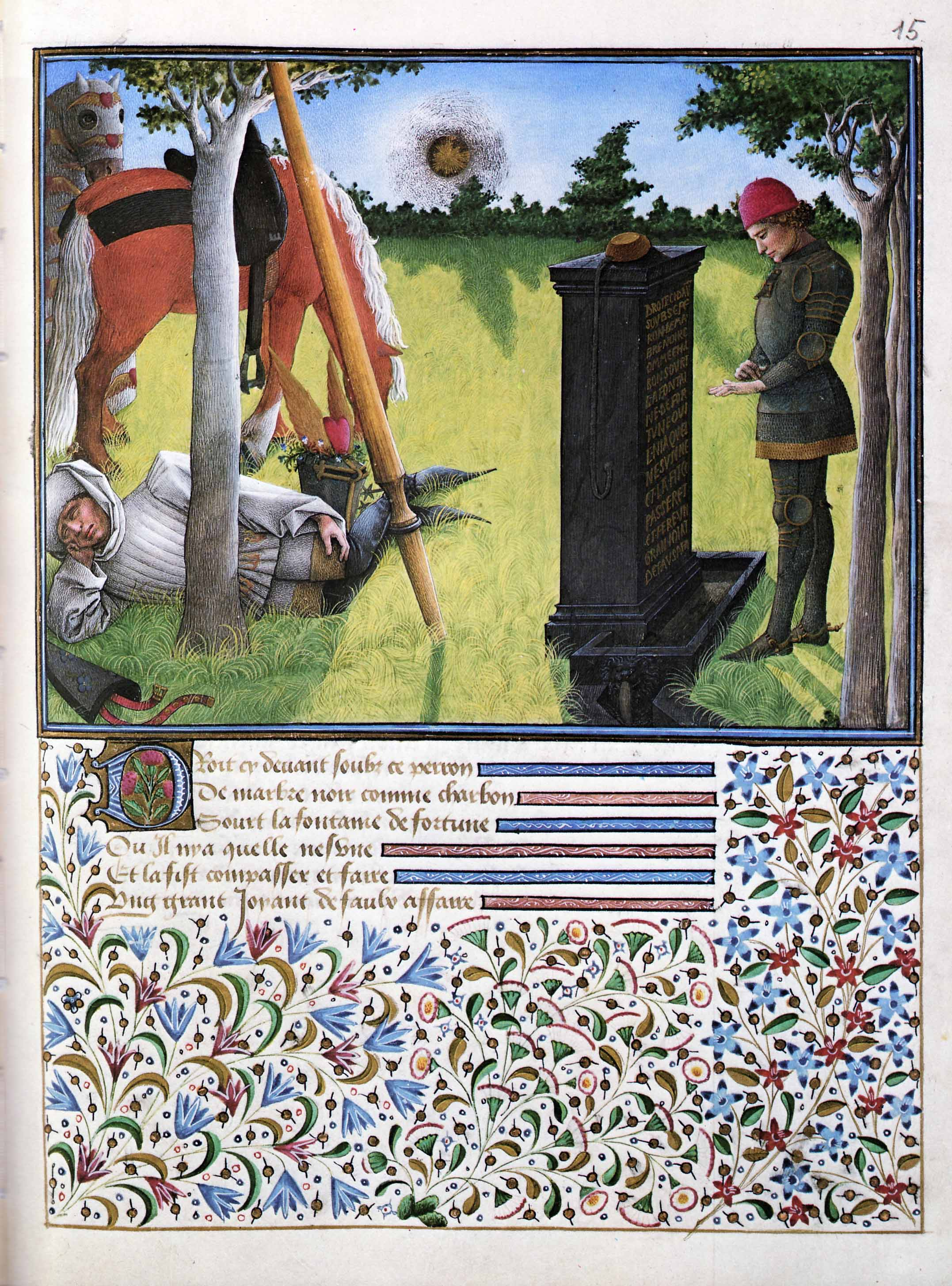
Бартелемі д'Ейк. Мініатюра з «Книги кохання» 1460-67 рр. Відень, Національна бібліотека.

Манускрипт датується 1460–67 роками. У ньому 127 сторінок і 16 мініатюр. Було заплановано написати ще 29 ілюстрацій, тому манускрипт можна вважати незакінченим. Замовником книги є сам король, Рене Анжуйський. Його перу належить і текст книги, який, по суті, є перекладанням середньовічного «Романсу про Розу» написаного Гійомом де Лорріс в 1230–40 роках. Рене алегорично описує пригоди короля Кьор (фр. cuer — серце) в стилі середньовічного романсу в прозі. Традиція приписувала авторство короля Рене не тільки у відношенні тексту, у свій час його вважали і автором мініатюр. Самі ж мініатюри являють собою не тільки кульмінацію у творчості Бартелемі д'Ейка, але є великим досягненням у всьому провансальському мистецтві цього періоду. Чудово виписані фігури, гра світла, сяючий колорит, чудові ландшафти — це дійсно твори королівського якості. Манускрипт зберігається в Національній бібліотеці, Відень.

### «Тезеїда» Джованні Боккаччо

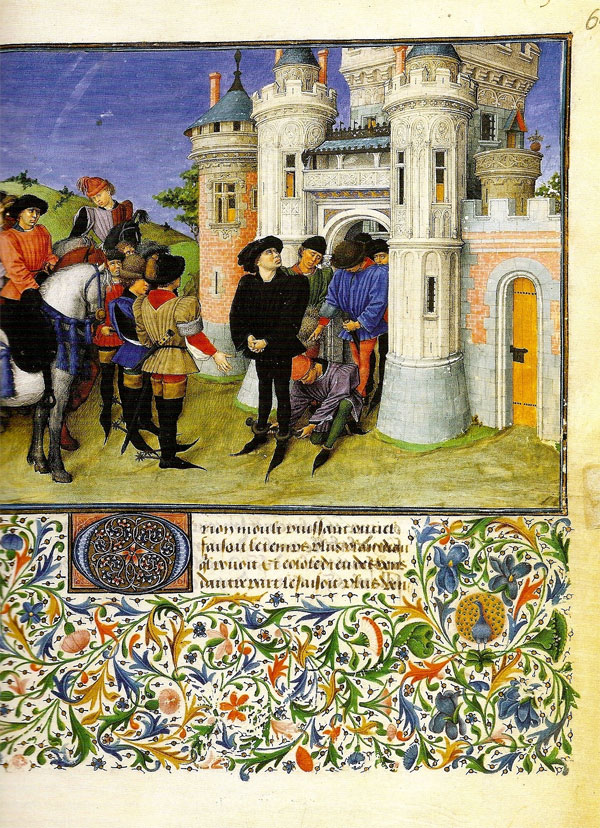
Бартелемі д'Ейк. Мініатюра з «Тезеїди» Боккаччо. бл. 1470 р. Відень, Національна бібліотека.

Манускрипт був складений і проілюстрований близько 1470 року. Його замовником є король Рене Анжуйський. Текст книги являє собою зроблений невідомим автором переклад французькою мовою поеми Боккаччо «Тезеїда» (Il Teseida delle nozze d'Emilia), в якій описується любовна колізія двох лицарів, що закохалися в прекрасну Емілію, і билися заради неї на турнірі. У підсумку переможець турніру гине від поранення і заповідає кохану своєму переможеному супернику. У книзі 198 сторінок і п'ятнадцять мініатюр, більша частина яких у половину аркуша. Бартелемі д'Ейку приписується тільки частина з них, решта виконані одним з його послідовників, можливо це Колін д'Амьєн. Сьогодні важко сказати, чому Бартелемі виконав лише сім останніх мініатюр, в них видно майстерність, яку важко сплутати. Манускрипт зберігається в Національній бібліотеці, Відень.

## Станковий живопис

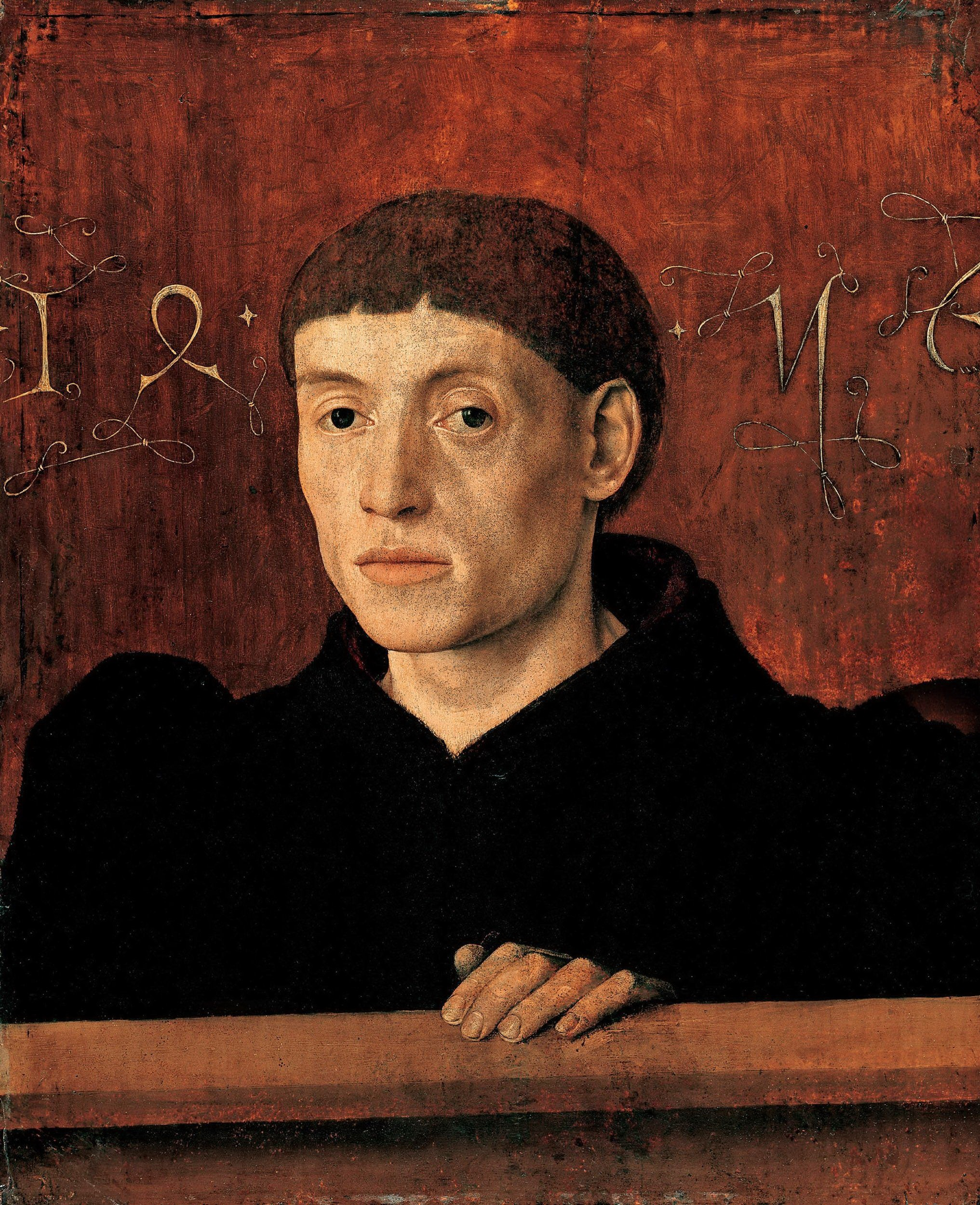
Бартелемі д'Ейк. Чоловічий портрет. Відень, Музей Ліхтенштайн.

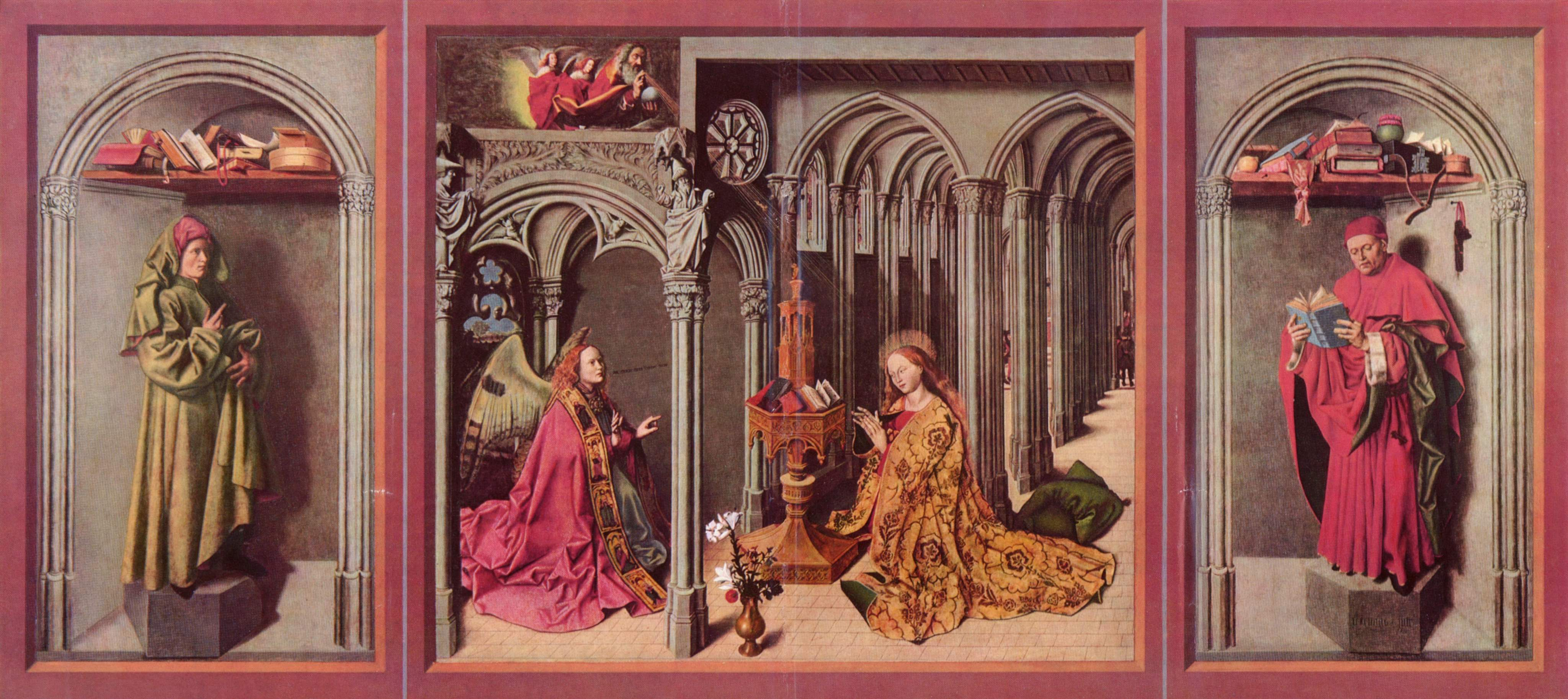
Бартелемі д'Ейк. Триптих «Благовіщення». 1443—45 рр. Реконструкція.

«Благовіщення» з Екса є ключовим твором для розуміння суті художніх принципів авіньйонської школи. Авторство цього шедевра традиційно приписується анонімному Майстрові Благовіщення з Екса. «Благовіщення» є центральною частиною триптиха, який сьогодні розрізнений, і його окремі частини зберігаються в різних музеях. Дві досить монументальні піраміди фігур Ангела і Богоматері художник розмістив серед ажурних деталей інтер'єру, що відтіняють їх масивність. Важкі складки вбрання фігур нагадують не живопис, а радше кам'яну скульптуру. Не випадково більшість дослідників вважає, що автор картини був знайомий зі скульптурою Клауса Слютера. Фахівці вбачають у творі відлуння раннього нідерландського живопису, зокрема вплив Яна ван Ейка і Робера Кампена. Стилістика цього твору стала визначальною для всієї провансальської живопису середини XV століття.
Кількість приписуваних Бартелемі д'Ейку станкових робіт є невеликою. Крім триптиха «Благовіщення» до них зараховують «Розп'яття» (1445—50, Париж, Лувр), ще більш ранній твір «Святе сімейство» (бл. 1440, Пюї, собор), і «Чоловічий портрет» з написом 1456 (1456, Відень, музей Ліхтенштайн). Останній являє собою досить цікавий твір. Про модель портрету нічого не відомо. Художні особливості дозволяли говорити про те, що автор — нідерландський або німецький майстер. Про авторство висувалося кілька припущень, але жодне не задовольнило фахівців повністю, і портрет постійно значився за «Майстром 1456». Недавня атрибуція на користь Бартелемі д'Ейка знімає багато суперечностей, що з'являлися при припущені інших кандидатів на авторство.
Гіпотеза про те, що твори всіх трьох анонімних майстрів належать Бартелемі д'Ейку досить витончена, і тому, швидше за все, вірна. Жан Пелерен, автор поетичної праці присвяченої художній перспективі, в 1521 році ставив Бартелемі в один ряд з Жаном Фуке та іншими провідними художниками того часу. Судячи з усього Бартелемі д'Ейк був центральною фігурою провансальського мистецтва XV століття — «південного ренесансу», як його називав французький вчений Андре Кастель.